# Les Nouveaux Messieurs
Pour plus de détails, voir Fiche technique et Distribution.
Les Nouveaux Messieurs est un film français réalisé par Jacques Feyder en 1928. Le film est sorti en France le 5 avril 1929 avant d’être censuré le 3 mai suivant.

## Synopsis
Inspiré de la pièce de théâtre de Robert de Flers et Francis de Croisset, le film raconte l’histoire d’une danseuse, Suzanne Verrier (Gaby Morlay) entretenue par un député de droite, le comte de Montoire-Grandpré (Henry Roussel) mais aimant en secret un syndicaliste, Jacques Gaillac (Albert Préjean). Après bien des péripéties sentimentales et politiques, Suzanne, nommée danseuse-étoile grâce à Jacques, préfère rester avec le comte. Jacques part faire de la politique à l'étranger, grâce au comte.

## Fiche technique
- Réalisation : Jacques Feyder
- Assistants réalisateurs : Charles Barrois et Marcel Carné[1]
- Scénaristes : Francis de Croisset, Jacques Feyder et Charles Spaak, d'après la pièce de Robert de Flers et Francis de Croisset
- Direction artistique : Lazare Meerson
- Photographie : Maurice Desfassiaux (en) et Georges Périnal
- Sociétés de production :  Films Albatros et Sequana Films
- Pays de production: France
- Format : Noir et blanc - Muet  -  1,33:1 - 35 mm
- Durée : 124 minutes
- Genre : comédie
- Date de sortie : 
  - France : 5 avril 1929
- Affiche : Jean-Adrien Mercier

## Distribution
- Gaby Morlay : Suzanne Verrier, danseuse
- Albert Préjean : Jacques Gaillac, syndicaliste
- Henry Roussel : le comte de Montoire-Grandpré, député
- Guy Ferrant : le journaliste
- Gustave Hamilton : l'huissier
- Léon Arvel : le président
- Raymond Narlay : le chef de cabinet
- Charles Barrois : le directeur du théâtre
- Henry Valbel : le député Morin
- Georges Deneubourg : de Courcieux
- Andrée Canti : Julie
- Yvonne Dumas
- Duchange
- Fred Gastal
- Yvonneck
- Christian-Gérard
- Pré fils
- Marechkine
- Bill Bockett

## Analyse
Cette comédie est une superbe critique légère, désinvolte et irrévérencieuse des mœurs de jeunes politiciens. Certaines scènes peu glorieuses pour le monde politique d’alors (dont une bagarre à la Chambre) lui valurent d’être censuré pour « atteinte à la dignité des parlementaires ».

## Autour du film
C'est le dernier film que Feyder tourna en muet. La censure voit dans cette satire une « atteinte à la dignité du Parlement et de ses ministres ». Le film ne sera autorisé qu'après trois mois d'interdiction et plusieurs coupures.